# ARL17B
ARL17B (англ. ADP ribosylation factor like GTPase 17B) – білок, який кодується однойменним геном, розташованим у людей на довгому плечі 17-ї хромосоми. Довжина поліпептидного ланцюга білка становить 177 амінокислот, а молекулярна маса — 19 388.
| 10         |  | 20         |  | 30         |  | 40         |  | 50         |
| ---------- |  | ---------- |  | ---------- |  | ---------- |  | ---------- |
| MGNIFEKLFK |  | SLLGKKKMRI |  | LILSLDTAGK |  | TTILYKLKLG |  | ETVPAVPTVG |
| FCVETVEYKN |  | NTFAVWDVGS |  | HFKIRPLWQH |  | FFQNTKGARS |  | PGSTHQGSLA |
| SGVLPIKCSH |  | VEFGMWKGGR |  | SHPFLPHSSR |  | CAGSGGQLDS |  | ILPHQSPAWG |
| PWGCKDLSSG |  | FPSFLTSSIL |  | WKSAVVK    |  |            |  |            |

A: Аланін

C: Цистеїн

D: Аспарагінова кислота

E: Глутамінова кислота

F: Фенілаланін

G: Гліцин

H: Гістидин

I: Ізолейцин

K: Лізин

L: Лейцин

M: Метіонін

N: Аспарагін

P: Пролін

Q: Глутамін

R: Аргінін

S: Серин

T: Треонін

V: Валін

W: Триптофан

Кодований геном білок за функцією належить до ліпопротеїнів. 
Задіяний у таких біологічних процесах, як транспорт, транспорт білків, транспорт між ендоплазматичним ретикулумом і апаратом Гольджі, альтернативний сплайсинг. 
Білок має сайт для зв'язування з нуклеотидами, ГТФ. 
Локалізований у апараті гольджі.